# Expédition autrichienne contre le Maroc (1829)
 (mars 2023).
La mise en forme du texte ne suit pas les recommandations de Wikipédia : il faut le « wikifier ».
Les points d'amélioration suivants sont les cas les plus fréquents. Le détail des points à revoir est peut-être précisé sur la page de discussion.
- Les titres sont pré-formatés par le logiciel. Ils ne sont ni en capitales, ni en gras.
- Le texte ne doit pas être écrit en capitales (les noms de famille non plus), ni en gras, ni en italique, ni en « petit »…
- Le gras n'est utilisé que pour surligner le titre de l'article dans l'introduction, une seule fois.
- L'italique est rarement utilisé : mots en langue étrangère, titres d'œuvres, noms de bateaux, etc.
- Les citations ne sont pas en italique mais en corps de texte normal. Elles sont entourées par des guillemets français : « et ».
- Les listes à puces sont à éviter, des paragraphes rédigés étant largement préférés. Les tableaux sont à réserver à la présentation de données structurées (résultats, etc.).
- Les appels de note de bas de page (petits chiffres en exposant, introduits par l'outil «  Source ») sont à placer entre la fin de phrase et le point final[comme ça].
- Les liens internes (vers d'autres articles de Wikipédia) sont à choisir avec parcimonie. Créez des liens vers des articles approfondissant le sujet. Les termes génériques sans rapport avec le sujet sont à éviter, ainsi que les répétitions de liens vers un même terme.
- Les liens externes sont à placer uniquement dans une section « Liens externes », à la fin de l'article. Ces liens sont à choisir avec parcimonie suivant les règles définies. Si un lien sert de source à l'article, son insertion dans le texte est à faire par les notes de bas de page.
- La présentation des références doit suivre les conventions bibliographiques. Il est recommandé d'utiliser les modèles {{Ouvrage}}, {{Chapitre}}, {{Article}}, {{Lien web}} et/ou {{Bibliographie}}. Le mode d'édition visuel peut mettre en forme automatiquement les références.
- Insérer une infobox (cadre d'informations à droite) n'est pas obligatoire pour parachever la mise en page.

Pour une aide détaillée, merci de consulter Aide:Wikification.
Si vous pensez que ces points ont été résolus, vous pouvez retirer ce bandeau et améliorer la mise en forme d'un autre article.
 (mars 2023).
L'expédition autrichienne contre le Maroc de 1829 est un effort non réussie de la marine autrichienne pour libérer un navire marchand autrichien et son équipage qui avaient été détournés par le Maroc.

## Arrière-plan
L'Autriche et le Maroc ont établi des relations diplomatiques pour la première fois en 1783. Le 17 avril 1783, un traité d'amitié et de commerce est signé à Vienne. À la suite du traité de Campo-Formio, l'Autriche annexe la République de Venise en 1797, obtenant ainsi une augmentation significative de sa flotte marchande. Afin de se protéger contre la capture de corsaires marocains, Venise payait tribut au Maroc depuis 1765. L'Autriche cesse ces paiements. Puis, en 1803, des corsaires marocains ont commencé à détourner des navires marchands autrichiens. Cependant, il fut possible à l'ambassadeur d'Autriche Charles-Marie Mogniat de Pouilly de renouveler le traité d'amitié et de commerce avec le sultan marocain Slimane ben Mohammed en novembre 1805.
Le traité de commerce et de navigation entre le Brésil et l'Autriche, signé en 1827, a conduit à un commerce animé entre les deux États. Lors du voyage de Trieste à Rio de Janeiro à l'été 1828, le commercial autrichien Brigantine Veloce a été emmené au large de Cadix par le brick marocain détourné Rabia-el-Gheir et emmené à Rabat. Sous le commandement du Korvettenkapitän Franz Bandiera, une flotte autrichienne de quatre navires, les corvettes Carolina (26 canons), Adria (20 canons), le brick Veneto et la goélette Enrichetta, a navigué jusqu'à Gibraltar. En raison de conditions météorologiques difficiles, l'objectif ne peut être atteint qu'en janvier 1829. Des négociations commencèrent alors à Gibraltar entre l'ambassadeur autrichien Wilhelm von Pflügl, qui avait accompagné la flotte, et le consul général marocain Judah Benoliel.

## Expédition
Bien que l'équipe de 13 hommes ait été libérée et que des excuses aient été obtenues du gouvernement marocain - qui a affirmé que cette action n'avait pas été autorisée par eux - la remise du Veloce et le paiement des indemnités sont refusés. Bandiera fait alors bloquer les ports marocains. Avec le Carolina, l'Adria et le Veneto, il fait bombarder la ville de Larache le 3 juin 1829, et une équipe de débarquement (commandée par Paul Zimburg von Reinerz) de 136 hommes débarque dans la rade pour couler les deux bricks marocains ancrés. Les navires marocains peuvent être incendiés sans opposition à l'aide de fusées, mais des combats éclatent lors de la retraite. Les Autrichiens comptent 22 morts et 14 blessés, les pertes marocaines ont d'environ 150 hommes. Les villes d'Assilah et de Tétouan sont également bombardées.

## Traité de paix
En janvier 1830, le gouvernement marocain signale sa volonté de négocier, à la suite de quoi un traité de pré-paix est signé entre l'Autriche et le Maroc à Gibraltar le 2 février 1830. Le 19 mars 1830, le traité de paix et de commerce de 1783 et 1805 est renouvelé et la Veloce est livrée aux Autrichiens. Les Britanniques auront exigé que le Maroc signe ce traité de paix.